# 哈尔聪根
哈尔聪根（德語：Harzungen，發音：[ˈhaʁtsʊŋən]）是德国图林根州诺德豪森县曾经的一个市镇，面积3.86平方千米，2016年12月31日人口为202人。2018年7月6日，哈尔聪根与另外2个市镇并入市镇哈茨托尔。